# Javier Oyarbide
Javier Oyarbide Apalategui (Madrid, 1966-Madrid, 5 de enero de 2024) fue un cocinero y copiloto de rallys español. Premio Nacional de Gastronomía (1999).

## Biografía
Hijo de Consuelo Apalategui y Jesús Oyarbide, fundadores en Madrid del restaurante Príncipe de Viana (1958), y posteriormente Zalacaín (1973), un restaurante de lujo que contó con Benjamín Urdiáin como cocinero, José Jiménez Blas en sala; y Custodio Zamarra como sumiller. Fue el primer restaurante español en conseguir tres estrellas Michelín, y durante décadas fue frecuentado por miembros de la clase media alta, políticos y empresarios. Supo combinar platos de la tradición española con una cocina refinada de origen francés.Zalacaín destacó por su alta cocina personalizada. Los Oyarbide creaban sus propios platos como la salchicha de marisco o el escalope de salmón a los pimientos verdes, entre otros. Javier comenzó a trabajar en Zalacaín, el restaurante familiar cuando apenas contaba diecinueve años. Entre sus primeros clientes figuraron Mario Conde o David Rockefeller.
Javier e Iñaki descubrieron la cocina internacional acompañando a sus padres en diversos viajes. Ellos les inculcaron la filosofía de indagar para inspirarse e innovar. Javier Oyarbide, firme defensor del cocinero tradicional, recordaba que lo más importante para los chefs, por encima de las estrellas Michelín o cualquier reconocimiento público, debía ser la satisfacción diaria de sus comensales. Lo más importante era la esmerada atención al cliente. Oyarbide heredó junto con su hermano Iñaki, una tradición culinaria basada en la calidad del producto y la excelencia en la elaboración. En el Príncipe de Viana, Javier atendía en la sala, mientras que Iñaki se ocupaba de la cocina.
Tras la venta de Zalacaín y el cierre de Príncipe de Viana, Javier e Iñaki crearon IO, un local con una zona de barra y mesas donde servían platos tradicionales que habían aprendido de su abuela: la rosca de patata con pimientos de cristal y huevos a baja temperatura, tiradito de pez mantequilla, menestra de verduras navarras, ensalada de judías verdes con foie, tacos de merluza y lomo de ternera con yuca frita y salsa de ají amarillo.
Entre sus comensales ilustres figuraron, entre otros, los miembros de la Casa Real Británica, a quienes sirvió chistorra en El Escorial en una comida presidida por los reyes de España, Juan Carlos y Sofía.
Además de cocinero, Javier fue copiloto y piloto de rallyes junto a su hermano Iñaki, fallecido en 2015. Ambos competian con un Vokswagen Golf GTI junto a sus respectivas parejas, Elena y Ángela. Comenzaron en los años ochenta, Iñaki de piloto y Javier de copiloto, con un Ford Escort MK II o un Seat 124.

## Premios
- Premio Nacional de Gastronomía (1999), por su trabajo en el restaurante familiar Príncipe de Viana, junto con su hermano Iñaki.[2]